# Élections législatives de 1958 dans l'Allier
Les élections législatives françaises de 1958 se déroulent les 23 et 30 novembre 1958. Dans le département de l'Allier, quatre députés sont à élire dans le cadre de quatre circonscriptions.

## Élus
| Circonscription | Député élu       | Parti | Parti   |
| --------------- | ---------------- | ----- | ------- |
| 1re             | Paul Maridet     |       | Modérés |
| 2e              | Pierre Bourgeois |       | SFIO    |
| 3e              | Roger Ginsburger |       | PCF     |
| 4e              | Pierre Coulon    |       | CNIP    |

## Système électoral
Pour la première fois depuis 1936, les élections législatives ont lieu au scrutin uninominal majoritaire à deux tours dans des circonscriptions uninominales.
Est élu au premier tour le candidat qui réunit la majorité absolue des suffrages exprimés et un nombre de voix au moins égal au quart (25 %) des électeurs inscrits dans la circonscription. Si aucun des candidats ne satisfait ces conditions, un second tour est organisé entre les candidats ayant réuni un nombre de voix au moins égal à 5 % des suffrages exprimés. Au second tour, le candidat arrivé en tête est déclaré élu.
Le seuil de qualification, basé sur un pourcentage relativement faible des suffrages exprimés, tend à faciliter l'accès au second tour de plus de deux candidats. Les candidats en lice au second tour peuvent ainsi fréquemment être trois, un cas de figure appelé « triangulaire ». Lorsque quatre candidats s'affrontent au second tour, on parle de « quadrangulaire ».

## Résultats

### Résultats à l'échelle du département
| Parti          | Parti                                            | Premier tour | Premier tour | Second tour | Second tour | Sièges |
| Parti          | Parti                                            | Voix         | %            | Voix        | %           | Sièges |
| -------------- | ------------------------------------------------ | ------------ | ------------ | ----------- | ----------- | ------ |
|                | Centre national des indépendants et paysans      | 18 211       | 10,45        | 24 570      | 13,68       | 1      |
|                | Modérés                                          | 13 922       | 7,99         | 20 138      | 11,21       | 1      |
|                | Union pour la nouvelle République                | 3 509        | 2,01         | 3 173       | 1,77        | 0      |
|                | Droite parlementaire                             | 35 642       | 20,45        | 47 881      | 26,66       | 2      |
|                |                                                  |              |              |             |             |        |
|                | Parti communiste français                        | 48 945       | 28,08        | 55 357      | 30,82       | 1      |
|                | Section française de l'Internationale ouvrière   | 37 253       | 21,37        | 48 273      | 26,87       | 1      |
|                | Parti républicain, radical et radical-socialiste | 18 203       | 10,44        | 17 121      | 9,53        | 0      |
|                | Mouvement républicain populaire                  | 12 957       | 7,43         | Retrait     | Retrait     | 0      |
|                | Centre républicain                               | 9 097        | 5,22         | 11 000      | 6,12        | 0      |
|                | Union des forces démocratiques                   | 4 778        | 2,74         | Retrait     | Retrait     | 0      |
|                | Union et fraternité française                    | 4 404        | 2,53         | Retrait     | Retrait     | 0      |
|                | Extrême droite                                   | 3 047        | 1,75         |             |             | 0      |
|                |                                                  |              |              |             |             |        |
| Inscrits       | Inscrits                                         | 245 501      | 100,00       | 245 468     | 100,00      | 4      |
| Abstentions    | Abstentions                                      | 67 329       | 27,43        | 63 057      | 25,69       |        |
| Votants        | Votants                                          | 178 172      | 72,57        | 182 411     | 74,31       |        |
| Blancs et nuls | Blancs et nuls                                   | 3 846        | 2,16         | 2 779       | 1,52        |        |
| Exprimés       | Exprimés                                         | 174 326      | 97,84        | 179 632     | 98,48       |        |

### Résultats par circonscription

#### Première circonscription (Moulins)
| Candidat       | Candidat         | Parti          | Premier tour | Premier tour | Second tour | Second tour |  |
| Candidat       | Candidat         | Parti          | Voix         | %            | Voix        | %           |  |
| -------------- | ---------------- | -------------- | ------------ | ------------ | ----------- | ----------- |  |
|                | Paul Maridet élu | Modérés        | 9 680        | 25,14        | 20 090      | 50,2        |  |
|                | Gilles Gozard    | SFIO           | 8 896        | 23,1         | 9 201       | 22,99       |  |
|                | Marcel Pouyet    | UGS            | 8 832        | 22,93        | 10 731      | 26,81       |  |
|                | René Boyer       | MRP            | 5 934        | 15,41        | Retrait     | Retrait     |  |
|                | André Noguès     | UFD            | 2 651        | 6,88         | Retrait     | Retrait     |  |
|                | Pierre Dubois    | UFF            | 1 901        | 4,94         |             |             |  |
|                | Robert Cherrier  | Radsoc         | 615          | 1,6          |             |             |  |
|                |                  |                |              |              |             |             |  |
| Inscrits       | Inscrits         | Inscrits       | 56 469       | 100,00       | 56 462      | 100,00      |  |
| Abstentions    | Abstentions      | Abstentions    | 17 045       | 30,18        | 15 914      | 28,19       |  |
| Votants        | Votants          | Votants        | 39 424       | 69,82        | 40 548      | 71,81       |  |
| Blancs et nuls | Blancs et nuls   | Blancs et nuls | 915          | 2,32         | 526         | 1,3         |  |
| Exprimés       | Exprimés         | Exprimés       | 38 509       | 97,68        | 40 022      | 98,7        |  |

Marcel Pouyet était soutenu par le PCF.

#### Deuxième circonscription (Montluçon)
| Candidat       | Candidat             | Parti          | Premier tour | Premier tour | Second tour | Second tour |  |
| Candidat       | Candidat             | Parti          | Voix         | %            | Voix        | %           |  |
| -------------- | -------------------- | -------------- | ------------ | ------------ | ----------- | ----------- |  |
|                | Henri Védrines       | PCF            | 14 671       | 32,71        | 17 128      | 38,38       |  |
|                | Pierre Bourgeois élu | SFIO           | 11 965       | 26,68        | 21 927      | 49,13       |  |
|                | Pierre Bargy         | MRP            | 7 023        | 15,66        | Retrait     | Retrait     |  |
|                | Paul Jourdain        | Radsoc         | 6 536        | 14,57        | Retrait     | Retrait     |  |
|                | Henri Bouchardon     | CNIP           | 2 523        | 5,63         | 5 577       | 12,5        |  |
|                | Pierre Lauxerois     | UFD            | 2 127        | 4,74         |             |             |  |
|                |                      |                |              |              |             |             |  |
| Inscrits       | Inscrits             | Inscrits       | 61 978       | 100,00       | 61 969      | 100,00      |  |
| Abstentions    | Abstentions          | Abstentions    | 15 917       | 25,68        | 15 985      | 25,8        |  |
| Votants        | Votants              | Votants        | 46 061       | 74,32        | 45 984      | 74,2        |  |
| Blancs et nuls | Blancs et nuls       | Blancs et nuls | 1 216        | 2,64         | 1 352       | 2,94        |  |
| Exprimés       | Exprimés             | Exprimés       | 44 845       | 97,36        | 44 632      | 97,06       |  |

#### Troisième circonscription (Gannat)
| Candidat       | Candidat                                | Parti          | Premier tour | Premier tour | Second tour | Second tour |  |
| Candidat       | Candidat                                | Parti          | Voix         | %            | Voix        | %           |  |
| -------------- | --------------------------------------- | -------------- | ------------ | ------------ | ----------- | ----------- |  |
|                | Roger Ginsburger, dit Pierre Villon élu | PCF            | 15 163       | 35,31        | 17 267      | 37,98       |  |
|                | Charles Magne                           | SFIO           | 11 933       | 27,79        | 17 145      | 37,71       |  |
|                | Pierre Nigay                            | CR             | 9 097        | 21,19        | 11 000      | 24,2        |  |
|                | Gaston Paul                             | Modérés        | 4 242        | 9,88         | 48          | 0,11        |  |
|                | Maurice Gaillard                        | UFF            | 2 503        | 5,83         | Retrait     | Retrait     |  |
|                |                                         |                |              |              |             |             |  |
| Inscrits       | Inscrits                                | Inscrits       | 61 293       | 100,00       | 61 287      | 100,00      |  |
| Abstentions    | Abstentions                             | Abstentions    | 17 409       | 28,4         | 15 363      | 25,07       |  |
| Votants        | Votants                                 | Votants        | 43 884       | 71,6         | 45 924      | 74,93       |  |
| Blancs et nuls | Blancs et nuls                          | Blancs et nuls | 946          | 2,16         | 464         | 1,01        |  |
| Exprimés       | Exprimés                                | Exprimés       | 42 938       | 97,84        | 45 460      | 98,99       |  |

#### Quatrième circonscription (Vichy)
| Candidat       | Candidat           | Parti          | Premier tour | Premier tour | Second tour | Second tour |  |
| Candidat       | Candidat           | Parti          | Voix         | %            | Voix        | %           |  |
| -------------- | ------------------ | -------------- | ------------ | ------------ | ----------- | ----------- |  |
|                | Pierre Coulon élu  | CNIP           | 15 688       | 32,66        | 18 993      | 38,36       |  |
|                | Gabriel Péronnet   | Radsoc         | 11 052       | 23,01        | 17 121      | 34,58       |  |
|                | Jacques Guillaumin | PCF            | 10 279       | 21,4         | 10 231      | 20,66       |  |
|                | Henry Castaing     | SFIO           | 4 459        | 9,28         | Retrait     | Retrait     |  |
|                | Robert Tardif      | UNR            | 3 509        | 7,31         | 3 173       | 6,41        |  |
|                | Pierre Faure       | Extrême droite | 3 047        | 6,34         | Retrait     | Retrait     |  |
|                |                    |                |              |              |             |             |  |
| Inscrits       | Inscrits           | Inscrits       | 65 761       | 100,00       | 65 750      | 100,00      |  |
| Abstentions    | Abstentions        | Abstentions    | 16 958       | 25,79        | 15 795      | 24,02       |  |
| Votants        | Votants            | Votants        | 48 803       | 74,21        | 49 955      | 75,98       |  |
| Blancs et nuls | Blancs et nuls     | Blancs et nuls | 769          | 1,58         | 437         | 0,87        |  |
| Exprimés       | Exprimés           | Exprimés       | 48 034       | 98,42        | 49 518      | 99,13       |  |